# New Year (singel)
New Year – drugi singel Sugababes z debiutanckiego albumu One Touch. Wydany w grudniu 2000, zadebiutował na #12 miejscu brytyjskiej listy przebojów.

## Lista utworów
1. New Year – 3:50
2. Sugababes On The Run – 3:34
3. Forever – 2:55

### Wydany w Europie, CD 2
1. New Year – 3:50
2. Little Lady Love (About 2 Mix) – 5:06
3. New Year (Protest Remix) – 4:10
4. New Year video